# سیارک ۱۱۹۶۴
سیارک ۱۱۹۶۴ (به انگلیسی: 11964 Prigogine، نامگذاری:1994PY17) یازده هزار و نهصد و شصت و چهارمین سیارک کشف شده‌است که در ۱۰ اوت ۱۹۹۴ کشف شد.
قدر مطلق سیارک برابر ۱۷.۸ است.